# Chrysoporthe
Chrysoporthe är ett släkte av svampar. Chrysoporthe ingår i familjen Cryphonectriaceae, ordningen Diaporthales, klassen Sordariomycetes, divisionen sporsäcksvampar och riket svampar.
|              | Endothia |
|              | |
|              | Cryphonectria |
|              | |
|              | Endothiella |
|              | |
| Chrysoporthe | \| \| Chrysoporthe doradensis \| \| \| \| \| \| Chrysoporthe austroafricana \| \| \| \| \| \| Chrysoporthe inopina \| \| \| \| |
|              | \| \| Chrysoporthe doradensis \| \| \| \| \| \| Chrysoporthe austroafricana \| \| \| \| \| \| Chrysoporthe inopina \| \| \| \| |
|              | Amphilogia |
|              | |
|              | Aurapex |
|              | |
|              | Celoporthe |
|              | |
|              | Holocryphia |
|              | |
|              | Ursicollum |
|              | |
|              | Microthia |
|              | |
|              | Prosopidicola |
|              | |
|              | Chrysoporthella |
|              | |
|              | Rostraureum |
|              | |
|              | Chrysoporthe doradensis |
|              | |
|              | Chrysoporthe austroafricana |
|              | |
|              | Chrysoporthe inopina |
|              | |

|  | Chrysoporthe doradensis     |
|  |                             |
|  | Chrysoporthe austroafricana |
|  |                             |
|  | Chrysoporthe inopina        |
|  |                             |